# بيورن فراتانجيلو
بيورن فراتانجيلو (بالإنجليزية: Bjorn Fratangelo)‏ مواليد 19 يوليو 1993 في بيتسبرغ، الولايات المتحدة، هو لاعب كرة مضرب أمريكي بدأ مسيرته كمحترف سنة 2012 يلعب باليد اليمنى ويحتل حالياً المرتبة رقم. 128 (1 فبراير 2016) في تصنيف رابطة محترفي كرة المضرب. أعلى تصنيف له في الفردي كان المركز الـ 106 في سنة 2015. أعلى تصنيف له في الزوجي كان المركز الـ 304 في سنة 2015.

## روابط خارجية
- بيورن فراتانجيلو على موقع رابطة محترفي التنس (الإنجليزية)
- بيورن فراتانجيلو على موقع الاتحاد الدولي لكرة المضرب (الإنجليزية)
- بيورن فراتانجيلو على موقع خلاصة التنس.كوم (الإنجليزية)
- بيورن فراتانجيلو على موقع إي إس بي إن.كوم (الإنجليزية)